# Stadsbrand van Hoorn
De stadsbrand van 1481 behoort tot de grootste branden die Hoorn geteisterd hebben. 
Deze eerste stadsbrand in Hoorn vond plaats op goede vrijdag van het jaar 1481 en trof vooral het westelijk gedeelte van de stad. 
Terwijl de mannen, zoals dat ieder jaar op die dag gebruikelijk was, in de Grote Kerk bijeen waren gekomen voor de jaarlijkse verkiezing van burgemeesters, brak er in het Sint Claraklooster aan het Kleine Noord  brand uit. Door de felle oostenwind sloeg het vuur naar een huis aan de andere kant van de straat over, waar veel hout lag opgeslagen. Er ontstond al snel een vuurzee. 
Er wordt verhaald dat de mannen in de kerk door gebrekkige communicatie de verkeerde conclusie trokken. Er drong in de kerk wel opgewonden geschreeuw door, maar men maakte daaruit op dat de stad onverhoeds door een vijandelijk leger was aangevallen. Burgemeester Volkert Melisz liet daarom onmiddellijk de stadspoorten sluiten en beval de mannen gewapend hun posten in te nemen op de stadsmuur. Dit misverstand kon gebeuren doordat enkele dagen tevoren stadhouder Jan III van Egmont de stad Dordrecht had ingenomen, nadat hij deze stad in brand had gestoken. De burgers van Hoorn vreesden eenzelfde lot. Volgens de bekende Hoornse kroniekschrijver Velius zouden de burgers hebben geroepen: 'al verraeden, al verraeden, manke Jan (d.i. de heer van Egmond) sal ons die stede afwinnen als hij Dordrecht gedaen heeft!'. Bang voor een valstrik weigerde men om de mannen uit omliggende dorpen toe te laten, die zich aan de poorten meldden om de brand te helpen blussen. Pas toen ze zagen dat er geen verraad in het spel was durfden ze de wapens neer te leggen en kon het bluswerk beginnen. Toen was het echter reeds veel te laat.  
Intussen probeerden de vrouwen en de geestelijken de brand te blussen. Dit bleek echter onbegonnen werk. Door de felle oostenwind joeg er een vonkenregen over de stad, die alle huizen westelijk van het Grote en Kleine Noord in lichterlaaie zette. Vanaf de Geldersesteeg tot de Noorderpoort gingen alle huizen in vlammen op. Nog jaren na deze verschrikkelijke brand werd dit deel van de stad de Roode Hel genoemd. 